# Pinhais
Pinhais, amtlich portugiesisch Município de Pinhais, ist eine Stadt im brasilianischen Paraná und gehört zur Metropolregion Curitiba. Die Stadt hatte laut Schätzung des IGBE 2020 133.490 Einwohner auf einer Fläche von 61 km². Bis 1992 war Pinhais ein Teil der Gemeinde Piraquara.
Pinhais ist zwar flächenmäßig mit Rang 399 die kleinste Gemeinde des Bundesstaates Paraná, ihre wirtschaftliche Leistung belegte aber 2017 mit einem Bruttosozioalprodukt der Gemeinde von 5593,79 Mio. R$ von 399 Gemeinden im Bundesstaat den 12. Platz.

## Toponym
Pinhais hat die Städtespitznamen Land der Kiefern bzw. Land der Araukarien wegen des Vorkommens von Araukarienwäldern und Heimat des Azurblauraben (Gralha-azul). Sie sind beide im Stadtwappen aufgeführt.

## Geographie
Pinhais liegt auf dem Primeiro Planalto Paranaense, der ersten Hochebene in Paraná, auf einer Höhe von 890 Metern. 
Umliegende Gemeinden sind Curitiba, Piraquara, Colombo, Quatro Barras und São José dos Pinhais.

### Vegetation
Das Biom ist Mata Atlântica.

### Klima
Das Klima ist  Cfb nach der Klimaklassifikation nach Köppen und Geiger.  

## Geschichte
Das Territorium der heutigen Gemeinde Pinhais teilt den Verlauf der Ereignisse während der Besiedlung und Entwicklung der curitibanischen Hochebene mit dem Zentrum der heutigen Hauptstadt. Grundlegend war der Bau der Eisenbahnlinie Curitiba-Paranguá, welche die Region in östlicher Richtung durchschneidet.
Die jüngere Geschichte der Gemeinde Pinhais hängt zusammen mit der städtischen Besiedlung von Curitiba. Mit Bezug auf die brasilianische Entwicklungspolitik ab Mitte der 1950er Jahre gab es im Norden des Staates Paraná eine enorme landwirtschaftliche Ausbreitung, zuerst mit Kaffeeplantagen. Die Förderung von Soja, Weizen, Mais und Baumwolle erweiterte in den 1960er und 1970er Jahren die Anbauflächen in schwindelerregendem Tempo vor allem im Neuen Norden und im Südwesten des Bundesstaates, wodurch Paraná zur „Kornkammer Brasiliens“ heranwuchs.
Diese expansive Landwirtschaft, begleitet von der Rinderzucht für die Fleischproduktion, basierte auf einer mechanisierten Landwirtschaft, der Bildung großer Landgüter und der Reduktion von Arbeitskräften. Landarbeiter, mehr noch Kleinbauern, die vom Land vertrieben wurden, suchten Verdienstmöglichkeiten in der Stadt. Viele der vertriebenen Landlosen verschafften sich in der Metropolregion Einkommen als Einzelhändler oder im Transport.
In der Folge erhielt die Gemeinde Curitiba in den letzten drei Jahrzehnten Bevölkerungskontingente aus dem Landesinneren sowie aus dem benachbarten Bundesstaat Santa Catarina. Verbunden mit diesen Phänomenen hat die von der Gemeinde Curitiba entwickelte Kontrolle der städtischen Landnutzung die Grundstückspreise erhöht und die Bevölkerung mit niedrigerem Einkommen an die immer weiter entfernte Peripherie zentrifugiert. Dieser Prozess erreichte auch die Nachbargemeinden, einschließlich der heutigen Gemeinde Pinhais. Derzeit ist Pinhais eine der am stärksten industrialisierten Gemeinden des Bundesstaates.
Am 19. November 1964 schuf der Bundesstaat den administrativen Distrikt Pinhais und am 18. März 1992 verlieh er diesem mit Wirkung ab dem 1. Januar 1993 den Status einer Gemeinde.
Bahnhof
Der Bau der Bahnlinie Curitiba-Paranaguá beeinflusste die Bildung einer kleinen Siedlung in der Umgebung des Bahnhofs, dort wo sich heute Pinhais befindet. Dieser Bahnhof entstand möglicherweise aufgrund des Bahnverkehrs mit dem Produktionszentrum São José dos Pinhais, eines bedeutenden Herstellers von Mate-Tee durch Kultivierung des Yerba Mate, Holz und anderen Gütern. In der seit der Einweihung des Bahnhofs Pinhais wachsenden Ortschaft Pinhais richteten sich vor allem Angestellte ein, welche die Eisenbahnlinie instandzuhalten hatten. 
Zu dieser Zeit gab es bereits eine Gruppe von Grundeigentümern, die Pflanzungen kultivierten und Tiere züchteten, um das Konsumzentrum der nahe gelegenen Hauptstadt zu versorgen. Diese Liegenschaften befanden sich in der Nähe des Rio Palmital, Atuba und Iraí.
Keramikindustrie
Neben dem Bau der Bahnlinie und der Eröffnung des Bahnhofs Pinhais beeinflusste auch die Einweihung einer Keramikfabrik Mitte 1885 das Wachstum dieser Ortschaft. Dieses Unternehmen versorgte vor allem die Region mit Backsteinen und Dachziegeln. 1912 kaufte Guilherme Weiss das Unternehmen von der Familie Torres und startete eine Entwicklung des Betriebes. Das neue Unternehmen importierte neue Maschinen und erhöhte damit die eigene Produktion. Mit diesem Modernisierungsschritt benötigte man aber auch spezialisierte Arbeitskräfte. Dafür baute das Unternehmen ein Dörfchen für seine Angestellten. Außerdem entstanden auch Lagerhäuser für Getreide und andere Lebensmittel. Der Erbe von Guilherme Weiss, sein Schwiegersohn Humberto Scarpa, legte die Keramikproduktion Mitte der 1960er Jahre still und parzellierte das Grundeigentum. Damit entstanden viele Quartiere, die heutzutage zu Pinhais gehören. Schon früher hatten Besitzer großer Ländereien, die teilweise durch erbliche Teilung kleiner geworden waren, Parzellierungen durchführen lassen und Grundstücke an Siedler verkauft, die mehrheitlich ab der Mitte des 20. Jahrhunderts sich durch die oben beschriebenen Prozesse der Landwirtschaftsentwicklung zur Landflucht genötigt sahen. Mehrere Quartiere von Pinhais tragen Namen, die noch auf die Besitzer der großen Ländereien zurückgehen, z. B. Maria Antonieta, Vila Amélia, Weissópolis e Emiliano Perneta.
Zementwerk
Zu Beginn der 1930er Jahre gründete eine Gruppe von Investoren ein Zementwerk, das als Indústria de Cimento Portland Paraná bekannt wurde. Sie wählten bewusst den Standort in der Nähe von Curitiba. 1933 begann auf dem heutigen Gebiet von Pinhais der Bau der Fabrik zusammen mit 33 Wohnhäusern für die Angestellten. Vor und während des Zweiten Weltkriegs versuchte Brasilien eine Basisindustrie (Eisen-, Zementindustrie u. a.) aufzubauen, um einerseits die Abhängigkeit vom Agrarexport zu reduzieren und um den Aufbau eines brasilianischen Industrieparks voranzutreiben und so andererseits den Import von Industriegütern zu reduzieren. Aber die Zementproduktion wurde nie in Betrieb gesetzt.

## Besonderheiten
Pinhais verfügt mit dem Autódromo Internacional de Curitiba über eine 3,695 km lange Rennstrecke, auf der nationale und internationale Auto- und Motorradrennen verschiedener Klassen ausgetragen werden. Außerdem steht mit der Expotrade Pinhais eines der größten Kongress- und Ausstellungszentren des Bundesstaates zur Verfügung.

## Bildung
Auf dem Gemeindegebiet sorgen 20 Schulen der Gemeinde, 12 des Bundesstaates, 11 Kinderzentren und eine Fakultät für die Bildung der Kinder und Jugendlichen. Darüber hinaus besuchen rund 600 Schülerinnen und Schüler der Metropole die internationale Schweizerschule Curitiba in Pinhais.

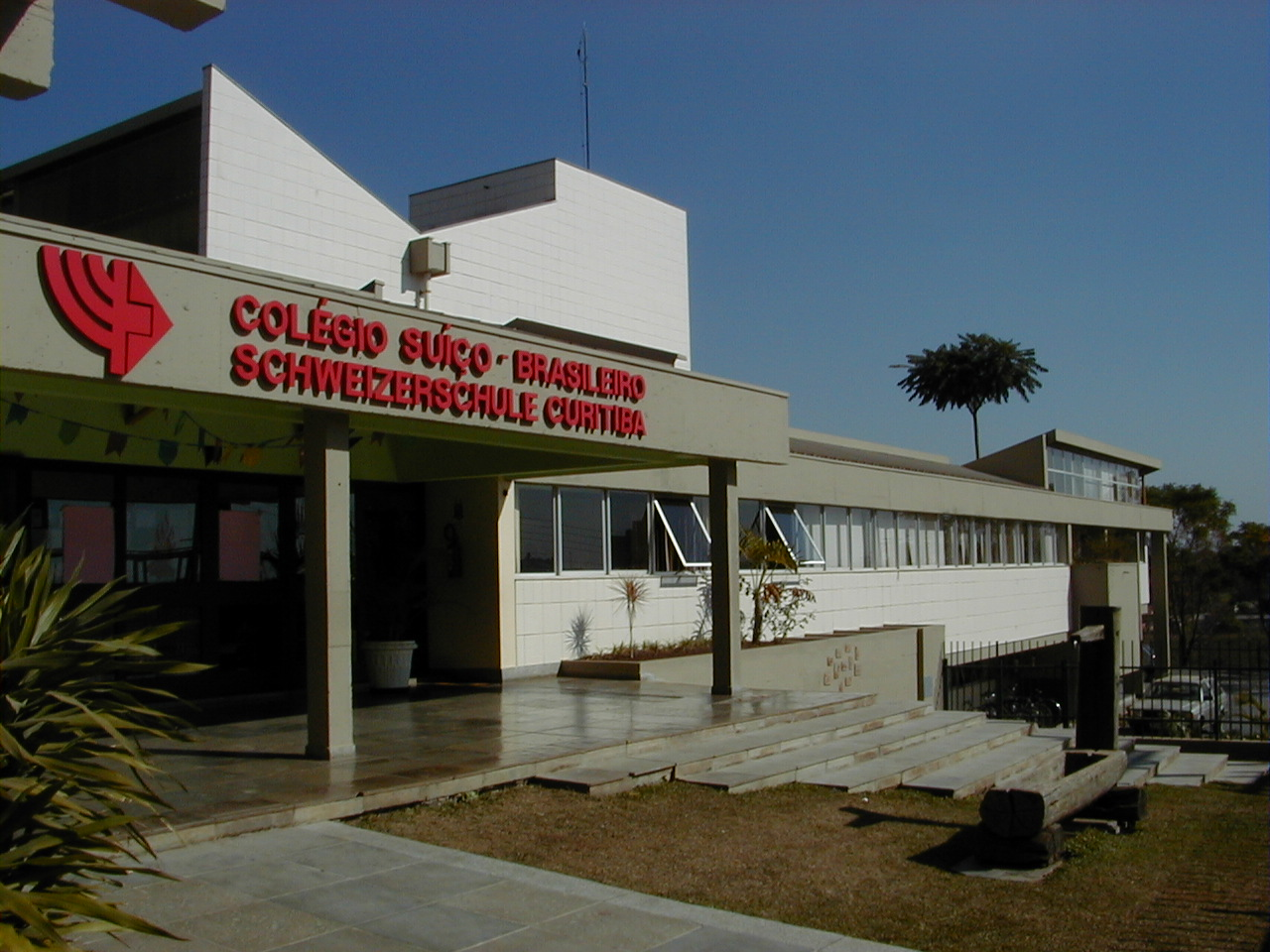
Schweizerschule Curitiba in Pinhais

## Stadtgliederung
Pinhais bildet einen Gesamtdistrikt, der namensgebende Hauptort ist in 13 Stadtviertel (bairros) aufgeteilt:

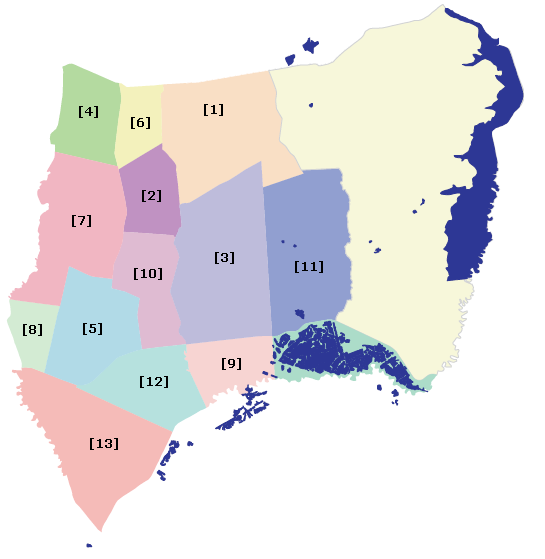

- [1] Alphaville Graciosa; [2] Alto Tarumã; [3] Amélia; [4] Atuba; [5] Centro; [6] Cláudia; [7] Emiliano Perneta; [8] Estância Pinhais; [9] Maria Antonieta; [10] Pineville; [11] Planta Karla; [12] Vargem Grande und [13] Weissópolis.

## Bevölkerungsentwicklung
| Jahr | Einwohner | Stadt   | Land  |
| --- | --------- | ------- | ----- |
| 1991 | 75.536    | 72.079  | 3.457 |
| 2000 | 102.985   | 100.726 | 2.259 |
| 2010 | 117.008   | 117.008 | 0     |
| 2020 | 133.490   | ?       | ?     |
| Die zur Anzeige dieser Grafik verwendete Erweiterung wurde dauerhaft deaktiviert. Wir arbeiten aktuell daran, diese und weitere betroffene Grafiken auf ein neues Format umzustellen. (Mehr dazu) |           |         |       |

Quelle: IBGE (2011)

## Ethnische Zusammensetzung
Ethnische Gruppen nach der statistischen Einteilung des IBGE (Stand 2010 mit 117.008 Einwohnern):
| Gruppe                | Anteil | Anmerkung                         |
| --------------------- | ------ | --------------------------------- |
| Brancos               | 81.212 | (Weiße, Nachfahren von Europäern) |
| Pardos (Mischrassige) | 30.675 | (Mulatten, Mestizen)              |
| Pretos                | 4.119  | (Schwarze)                        |
| Amarelos              | 732    | (Asiaten)                         |
| Indígenas             | 271    | (indigene Bevölkerung)            |